# Spacegirl & Other Favorites
Spacegirl & Other Favorites je druhé album skupiny The Brian Jonestown Massacre. Album bylo nahráno v roce 1993, ale vyšlo až v roce 1995.

## Nahrávání
Skladba "Hide and Seek" vyšla jako singl v roce 1994. "Swallowtail" byla napsána také během nahrávání alba, ale vyšla až v roce 2001. Živé nahrávky těchto dvou písní se objevily na výběru největších hitů kapely s názvem Tepid Peppermint Wonderland: A Retrospective.

## Seznam skladeb
| Pořadí | Název                         | Autor    | Délka |
| ------ | ----------------------------- | -------- | ----- |
| 1.     | Crushed                       | Newcombe | 5:54  |
| 2.     | That Girl Suicide             | Newcombe | 3:37  |
| 3.     | Deep in the Devil's Eye & You | Newcombe | 5:23  |
| 4.     | Kids Garden                   | Newcombe | 7:22  |
| 5.     | When I Was Yesterday          | Newcombe | 3:57  |
| 6.     | Untitled                      | Newcombe | 0:41  |
| 7.     | Spacegirl                     | Newcombe | 11:40 |
| 8.     | Spacegirl Revisited           | Newcombe | 5:21  |

2003 CD reedice alba s bonusovými skladbami
Všechny písně byly napsány a složeny kapelou The Brian Jonestown Massacre.
| Pořadí | Název           | Délka |
| ------ | --------------- | ----- |
| 9.     | After the Fall  | 4:31  |
| 10.    | Thoughts of You | 5:23  |
| 11.    | Hide and Seek   | 3:59  |
| 12.    | Never Ever!     | 6:02  |
| 13.    | Ashtray         | 5:13  |
| 14.    | Fire Song       | 4:04  |

## Obsazení
- Anton Newcombe - kytara, zpěv, klávesy
- Jeffrey Davies - kytara
- Thravis Threlkel - kytara
- Matt Hollywood - basa
- Ricky Maymi - bicí